# Навйот Каур
Навйот Каур (англ. Navjot Kaur; нар. 10 лютого 1990, Тарн-Таран, штат Пенджаб) — індійська борчиня вільного стилю, чемпіонка, срібна та бронзова призерка чемпіонатів Азії, бронзова призерка Азійських ігор, бронзова призерка Кубку світу, бронзова призерка Ігор Співдружності.

## Життєпис
Боротьбою почала займатися з 2005 року. У 2009 році стала чемпіонкою Азії серед юніорів. Того ж року завоювала бронзову медаль чемпіонату світу серед юніорів.
Виступала за спортивний клуб школи Халса, Тарн-Таран. Тренер — Ашок Кумар.

## Спортивні результати на міжнародних змаганнях

### Виступи на Чемпіонатах світу
| Змагання                        | Збірна | Вагова категорія          | Місце |
| ------------------------------- | ------ | ------------------------- | ----- |
| Чемпіонат світу з боротьби 2011 | Індія  | жіноча боротьба, до 63 кг | 23    |
| Чемпіонат світу з боротьби 2012 | Індія  | жіноча боротьба, до 67 кг | 5     |
| Чемпіонат світу з боротьби 2013 | Індія  | жіноча боротьба, до 67 кг | 13    |
| Чемпіонат світу з боротьби 2014 | Індія  | жіноча боротьба, до 63 кг | 24    |
| Чемпіонат світу з боротьби 2015 | Індія  | жіноча боротьба, до 69 кг | 29    |
| Чемпіонат світу з боротьби 2017 | Індія  | жіноча боротьба, до 69 кг | 11    |
| Чемпіонат світу з боротьби 2018 | Індія  | жіноча боротьба, до 68 кг | 8     |
| Чемпіонат світу з боротьби 2019 | Індія  | жіноча боротьба, до 65 кг | 14    |

### Виступи на Чемпіонатах Азії
| Змагання                       | Збірна | Вагова категорія          | Місце  |
| ------------------------------ | ------ | ------------------------- | ------ |
| Чемпіонат Азії з боротьби 2011 | Індія  | жіноча боротьба, до 67 кг | Бронза |
| Чемпіонат Азії з боротьби 2013 | Індія  | жіноча боротьба, до 67 кг | Срібло |
| Чемпіонат Азії з боротьби 2014 | Індія  | жіноча боротьба, до 69 кг | 5      |
| Чемпіонат Азії з боротьби 2016 | Індія  | жіноча боротьба, до 69 кг | 5      |
| Чемпіонат Азії з боротьби 2018 | Індія  | жіноча боротьба, до 65 кг | Золото |
| Чемпіонат Азії з боротьби 2019 | Індія  | жіноча боротьба, до 65 кг | 5      |

### Виступи на Азійських іграх
| Змагання                        | Збірна | Вагова категорія          | Місце  |
| ------------------------------- | ------ | ------------------------- | ------ |
| Азійські ігри в приміщенні 2017 | Індія  | жіноча боротьба, до 69 кг | Бронза |

### Виступи на Кубках світу
| Змагання                    | Збірна | Вагова категорія          | Місце  |
| --------------------------- | ------ | ------------------------- | ------ |
| Кубок світу з боротьби 2013 | Індія  | жіноча боротьба, до 67 кг | Бронза |

### Виступи на Іграх Співдружності
| Змагання                | Збірна | Вагова категорія          | Місце  |
| ----------------------- | ------ | ------------------------- | ------ |
| Ігри Співдружності 2014 | Індія  | жіноча боротьба, до 69 кг | Бронза |

### Виступи на інших змаганнях
| Змагання                                                         | Збірна | Вагова категорія          | Місце  |
| ---------------------------------------------------------------- | ------ | ------------------------- | ------ |
| Міжнародний меморіал Дейва Шульца 2010                           | Індія  | жіноча боротьба, до 67 кг | 6      |
| Гран-прі «Харі Рам» 2012                                         | Індія  | жіноча боротьба, до 67 кг | 5      |
| Кубок Президента Казахстану з боротьби 2015                      | Індія  | жіноча боротьба, до 69 кг | Срібло |
| Pro Wrestling League 2015                                        | Індія  | команда                   | 4      |
| Олімпійський кваліфікаційний турнір з боротьби 2016 (Астана)     | Індія  | жіноча боротьба, до 69 кг | Бронза |
| Олімпійський кваліфікаційний турнір з боротьби 2016 (Улан-Батор) | Індія  | жіноча боротьба, до 69 кг | 14     |
| Pro Wrestling League 2019                                        | Індія  | команда                   | 5      |
| Beat the Streets 2019                                            | Індія  | жіноча боротьба, до 65 кг | Срібло |
| Турнір Олександра Медведя 2019                                   | Індія  | жіноча боротьба, до 65 кг | Бронза |

### Виступи на змаганнях молодших вікових груп
| Змагання                                      | Збірна | Вагова категорія          | Місце  |
| --------------------------------------------- | ------ | ------------------------- | ------ |
| Чемпіонат Азії з боротьби серед юніорів 2009  | Індія  | жіноча боротьба, до 67 кг | Золото |
| Чемпіонат світу з боротьби серед юніорів 2009 | Індія  | жіноча боротьба, до 67 кг | Бронза |